# Friedenskirche (Grünau)

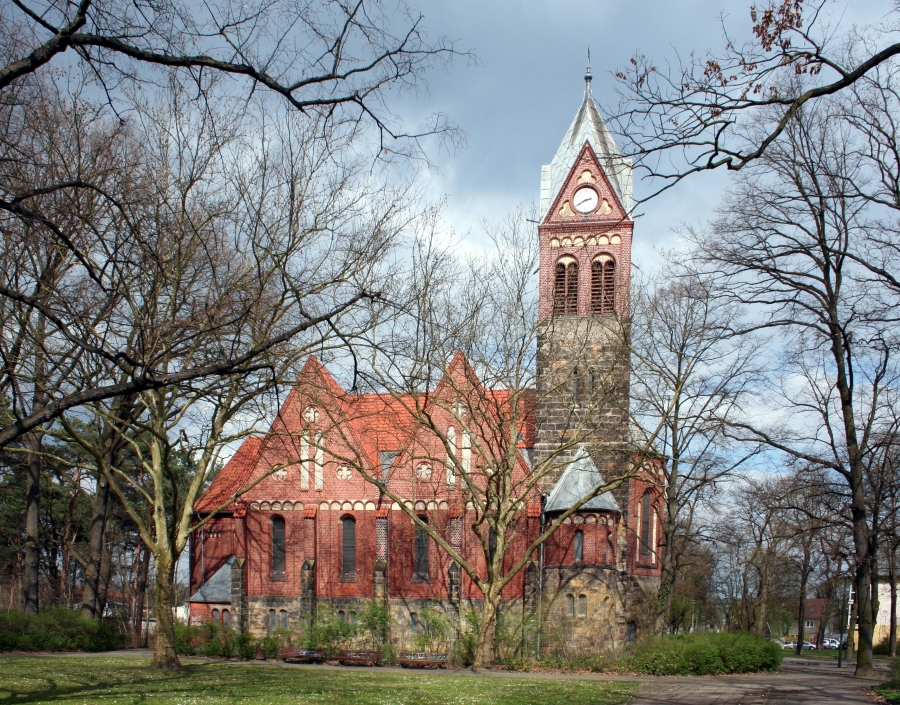
Friedenskirche Grünau
(von Südwesten gesehen)

Die evangelische Friedenskirche Grünau befindet sich am Don-Ugoletti-Platz, am Ende der Eibseestraße, im Berliner Ortsteil Grünau des Bezirks Treptow-Köpenick und wurde 1904–1906 nach Plänen von Ludwig von Tiedemann (Architekt) und Wilhelm Walther (BDA) errichtet. Von Wilhelm Walther stammen die Entwürfe für Altar, Kanzel, Gestühl, Eingangsportal und Türen.

## Geschichte, Architektur, Ausstattung
Das Gotteshaus gehört zu den Kirchen, die unter dem Einfluss des Kirchenbauvereins und unter Schirmherrschaft der Kaiserin Auguste Viktoria – volkstümlich „Kirchenjuste“ genannt – entstanden ist.
Kriegsschäden im Zweiten Weltkrieg gab es relativ wenige. Am 23. April 1945 kam es beim Einmarsch sowjetischer Truppen in Grünau zu ausgiebigen Plünderungen und Zerstörungen des Inventars. Ab dem Bußtag 1948 fanden nach einer provisorischen Reparatur von Dach und Fenstern wieder regelmäßige Gottesdienste statt.
Die im märkischen Stil gehaltene Friedenskirche zeigt eine deutliche Anlehnung an spätromanische Bauten. Sie gilt als eines der letzten Bauwerke des Architekten von Tiedemann.
Die in Nord-Süd-Richtung ausgerichtete Kirche ist mit Nesselbergsandstein und roten Ziegeln verkleidet und hat an der Südseite einen vielgestaltigen Eingangsbau mit dreiseitigem Polygon für Hauptportal und Orgelempore. Sie wird an der Südwestecke von einem 35 m hohen quadratischen Turm flankiert, an der Südostecke von Taufkapelle und Apsis.

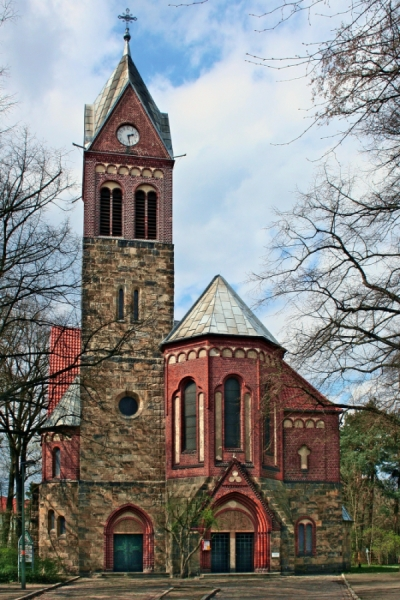
Ansicht von Südosten

Zwei Quersatteldächer an der Westseite mit Blendgiebeln geben dem Gebäude ein charakteristisches Aussehen.
Aus der Bauzeit stammen
- der in Eichenholz geschnitzte Altaraufsatz mit Kruzifix des Hofbildhauers Wilhelm Sagebiel, Braunschweig,[2] und
- die ebenfalls holzgeschnitzte Kanzel der Firma Gustav Kuntzsch, Wernigerode.
- Der Taufstein aus Wealden-Sandstein trägt die Umschrift „Gestiftet von Ihrer Majestät der Kaiserin Auguste Victoria“.
- Neben dem Altar stehen seit 2008 wieder die von Achim Kühn nach alten Fotografien neuentworfenen und gefertigten siebenarmigen Leuchter.

Die vollständige Ausmalung des Kircheninneren durch F. W. Mayer orientierte sich an historischen Vorlagen aus dem Mittelalter. Diese wurde 1966 mit weißer Latexfarbe überstrichen. Die von Mayer ebenso gestalteten farbigen Bleiglasfenster mit christlichen Motiven sind seit 1944 nicht mehr vorhanden. Im Laufe der Jahrzehnte machte sich ein schleichender Verfall breit, sodass nach der politischen Wende eine Sanierung und Rekonstruktion in Angriff genommen werden konnte.
Bei der Rekonstruktion 2006 legten die Fachleute aus dem Berliner Architekturbüro Thoma und Thoma die vielfältige, ornamentale und figürliche Ausmalung des Innenraumes größtenteils wieder frei. In den Flügel des Seitenschiffs wurden ein Sanitärtrakt und ein Gemeinderaum eingebaut sowie die Seitenempore zu einem Veranstaltungsraum umgestaltet.

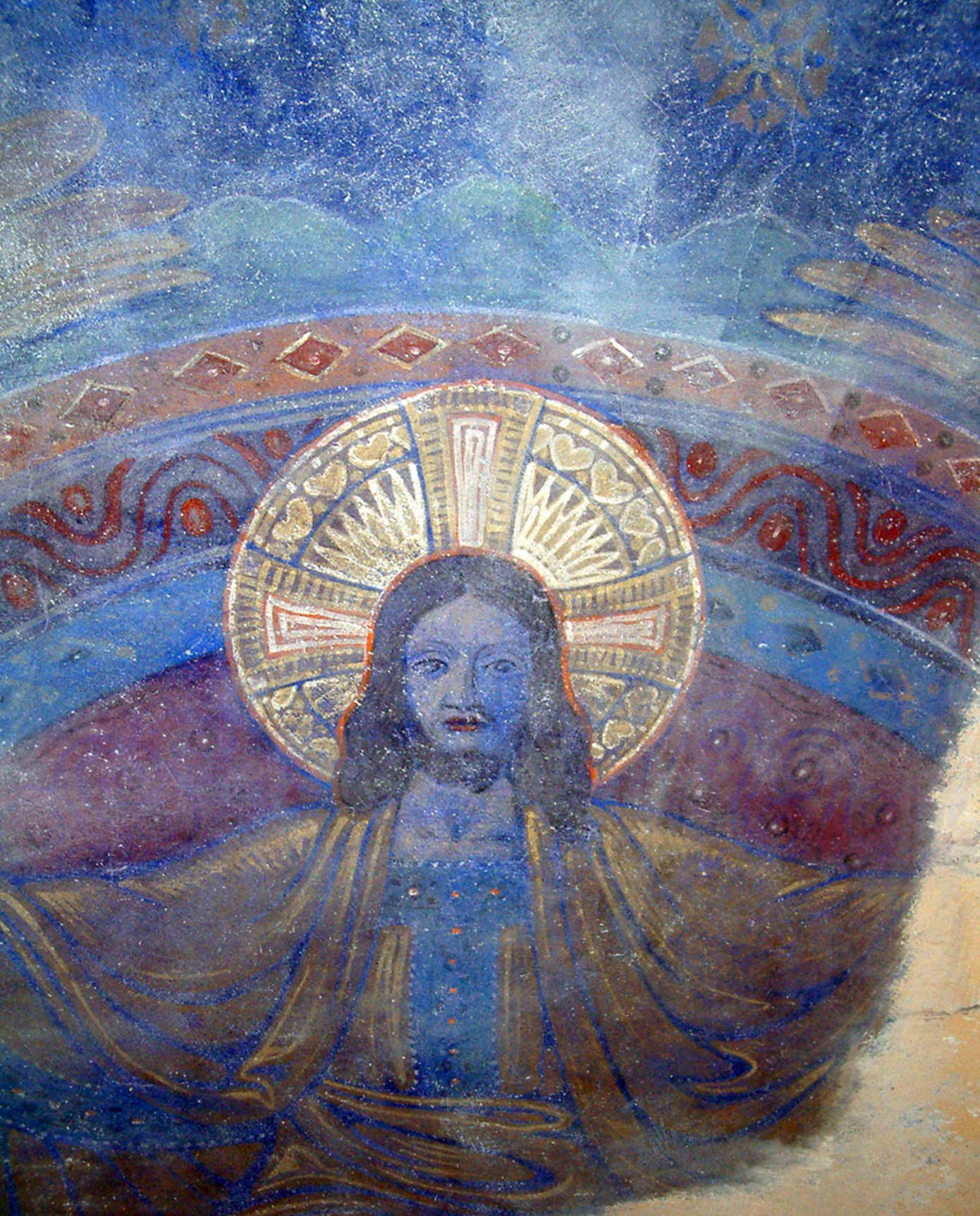
Teil des Deckengemäldes

Die Turmuhr wurde anlässlich der 250-Jahr-Feier des Ortsteils Grünau im Jahr 1999 originalgetreu wiederhergestellt.
Die Bezirksverordnetenversammlung Treptow-Köpenick nannte den kleinen Vorplatz an der Friedenskirche 2008 in Don-Ugoletti-Platz um. Don Ugoletti war Pfarrer in der italienischen Stadt Albinea, einer späteren Partnerstadt Treptow-Köpenicks. Er hielt die Vorgänge um die Villa Rossi in seinem Tagebuch fest und sorgte dafür, dass fünf hingerichtete Wehrmacht-Soldaten, unter ihnen der Johannistaler Hans Schmidt, nicht einfach verscharrt, sondern in christlichem Sinne beerdigt wurden.